# حمید شاندیزی
حمید شاندیزی‌مقدم معروف به حمید شاندیزی (زادهٔ ۲۸‌ آبان ۱۳۵۶ در مشهد) بازیکن سابق و مربی حال حاضر فوتسال اهل ایران است.
از باشگاه‌هایی که در آن بازی کرده‌است می‌توان به باشگاه فوتبال پیام مشهد، باشگاه فوتبال ابومسلم خراسان، باشگاه فوتسال استقلال، باشگاه فوتسال تام ایران خودرو و باشگاه فوتسال علم و ادب مشهد اشاره کرد.
وی همچنین در تیم ملی فوتسال ایران بازی کرده است. شاندیزی در حال حاضر به عنوان مربی تیم ملی فوتسال کویت در کنار محمد ناظم‌الشریعه مشغول به فعالیت است.